# Zacky Vengeance
Zacky Vengeance, właśc. Zachary James Baker (ur. 11 grudnia 1981 w Olympii) – amerykański gitarzysta rytmiczny, członek zespołu Avenged Sevenfold.

## Życiorys
Był członkiem zespołu punkowego o nazwie MPA (Mad Porn Action). Avenged Sevenfold założył razem z Mattem Sandersem (znanym jako M. Shadows), który dotychczas śpiewał w grupie Successful Failure. Pseudonim Zacky Vengeance przyjął, oznajmiając, że czuje urazę do wielu osób, które wątpiły w jego sukces. Jest twórcą skrótu nazwy zespołu – A7X (A oznacza ‘Avenged’, 7 to ‘seven’, a ‘X’ to znak wielokrotności, przez co poprawne rozwinięcie skrótu to ‘Avenged Seven Times’ – Pomszczony Siedmiokrotnie).
Jest leworęczny. Pierwsza gitara, na której grał, należała do jego praworęcznego ojca. Samodzielnie nauczył się grać na gitarze w wieku 13 lat. Tymi, którzy wpływali na jego styl, byli Rancid, Misfits i Bad Religion.

## Nagrody i wyróżnienia
| Rok  | Kategoria                         | Tytułem         | Nagroda                     | Nota | Źródło |
| ---- | --------------------------------- | --------------- | --------------------------- | ---- | ------ |
| 2011 | Epiphone Best Guitarist Award     | Zacky Vengeance | Revolver Golden Gods Awards | Laur | [ 2 ]  |
| 2014 | Dimebag Darrell Best Guitarist(s) | Zacky Vengeance | Revolver Golden Gods Awards | Laur | [ 3 ]  |